# كونتفيل ليه بولوجن
كونتفيل ليه بولوجن (بالفرنسية: Conteville-lès-Boulogne)‏ هي بلدية تقع في إقليم باد كاليه من منطقة نور با دو كاليه في شمال فرنسا. تبلغ مساحة هذه المدينة 2.1 (كم²)، وترتفع عن سطح البحر 36 م، يبلغ عدد سكانها 441 نسمة حسب إحصاء المعهد الوطني للإحصاء والدراسات الاقتصادية سنة 2009 م. وترأس Roger Taubregeas البلدية خلال فترة (2008-2014).